# Mertensophryne
A  Mertensophryne a kétéltűek (Amphibia) osztályába, a békák (Anura) rendjébe és a varangyfélék (Bufonidae) családjába tartozó nem.

## Előfordulásuk
A nem fajai a Kongói Demokratikus Köztársaságban, Tanzániában, Malawiban, Zimbabwében és Mozambikban honosak.

## Rendszerezés
A nembe az alábbi fajok tartoznak:
- Mertensophryne anotis (Boulenger, 1907)
- Mertensophryne howelli (Poynton & Clarke, 1999)
- Mertensophryne lindneri (Mertens, 1955)
- Mertensophryne lonnbergi (Andersson, 1911)
- Mertensophryne loveridgei (Poynton, 1991)
- Mertensophryne melanopleura (Schmidt & Inger, 1959)
- Mertensophryne micranotis (Loveridge, 1925)
- Mertensophryne mocquardi (Angel, 1924)
- Mertensophryne nairobiensis (Loveridge, 1932)
- Mertensophryne nyikae (Loveridge, 1953)
- Mertensophryne schmidti Grandison, 1972
- Mertensophryne taitana (Peters, 1878)
- Mertensophryne usambarae (Poynton & Clarke, 1999)
- Mertensophryne uzunguensis (Loveridge, 1932)